# Aulocara elliotti
Aulocara elliotti är en insektsart som först beskrevs av Thomas, C. 1870.  Aulocara elliotti ingår i släktet Aulocara och familjen gräshoppor. Inga underarter finns listade i Catalogue of Life.